# Bronzezeit
| Übersicht Urgeschichte | Übersicht Urgeschichte | Übersicht Urgeschichte | Übersicht Urgeschichte |
| ---------------------- | ---------------------- | ---------------------- | ---------------------- |
| Holozän                | (➚ Frühgeschichte)     | (➚ Frühgeschichte)     | (➚ Frühgeschichte)     |
| Holozän                | Eisenzeit              |                        |                        |
| Holozän                | späte Bronzezeit       |                        |                        |
| Holozän                | mittlere Bronzezeit    |                        |                        |
| Holozän                | frühe Bronzezeit       |                        |                        |
| Holozän                | Bronzezeit             |                        |                        |
| Holozän                | Kupfersteinzeit        |                        |                        |
| Holozän                | Jungsteinzeit          |                        |                        |
| Holozän                | Mittelsteinzeit        |                        |                        |
| Pleistozän             | Jungpaläolithikum      |                        |                        |
| Pleistozän             | Mittelpaläolithikum    |                        |                        |
| Pleistozän             | Altpaläolithikum       |                        |                        |
| Pleistozän             | Altsteinzeit           |                        |                        |
| Pleistozän             | Steinzeit              |                        |                        |

Die Bronzezeit ist die Periode in der Geschichte der Menschheit, in der Metallgegenstände wie Waffen, Gerätschaften und Schmuck vorwiegend aus Bronzen, Legierungen von Kupfer mit anderen Elementen, vorwiegend Zinn, aber auch Blei und Arsen, hergestellt wurden.
Der Begriff „Bronzezeit“ wurde im Jahr 1836 in einem Museumskatalog von dem dänischen Prähistoriker Christian Jürgensen Thomsen aus Kopenhagen eingeführt. Er entspricht der mittleren Stufe des von Thomsen entwickelten Dreiperiodensystems, das insbesondere die europäische und mediterrane Ur- und Frühgeschichte in Steinzeit, Bronzezeit und Eisenzeit unterteilt. Die Dreiteilung nach dem verwendeten Werkstoff ist weitgehend auf Europa, Westasien und Nordafrika zu beschränken. Da der Begriff sich ausschließlich auf den umfangreich verwendeten Werkstoff bezieht, sagt die Zuweisung einer Kultur zu dieser Periode nichts über ihre kulturelle Höhe aus. So fällt der Anfang der Hochkulturen Vorderasiens und Ägyptens in die ausgehende Jungstein-, die Kupferstein- und beginnende Bronzezeit.

Ausbreitung der Metallverarbeitung in Europa und Vorderasien, die dunkleren Areale sind die historisch älteren Regionen mit Metallherstellung

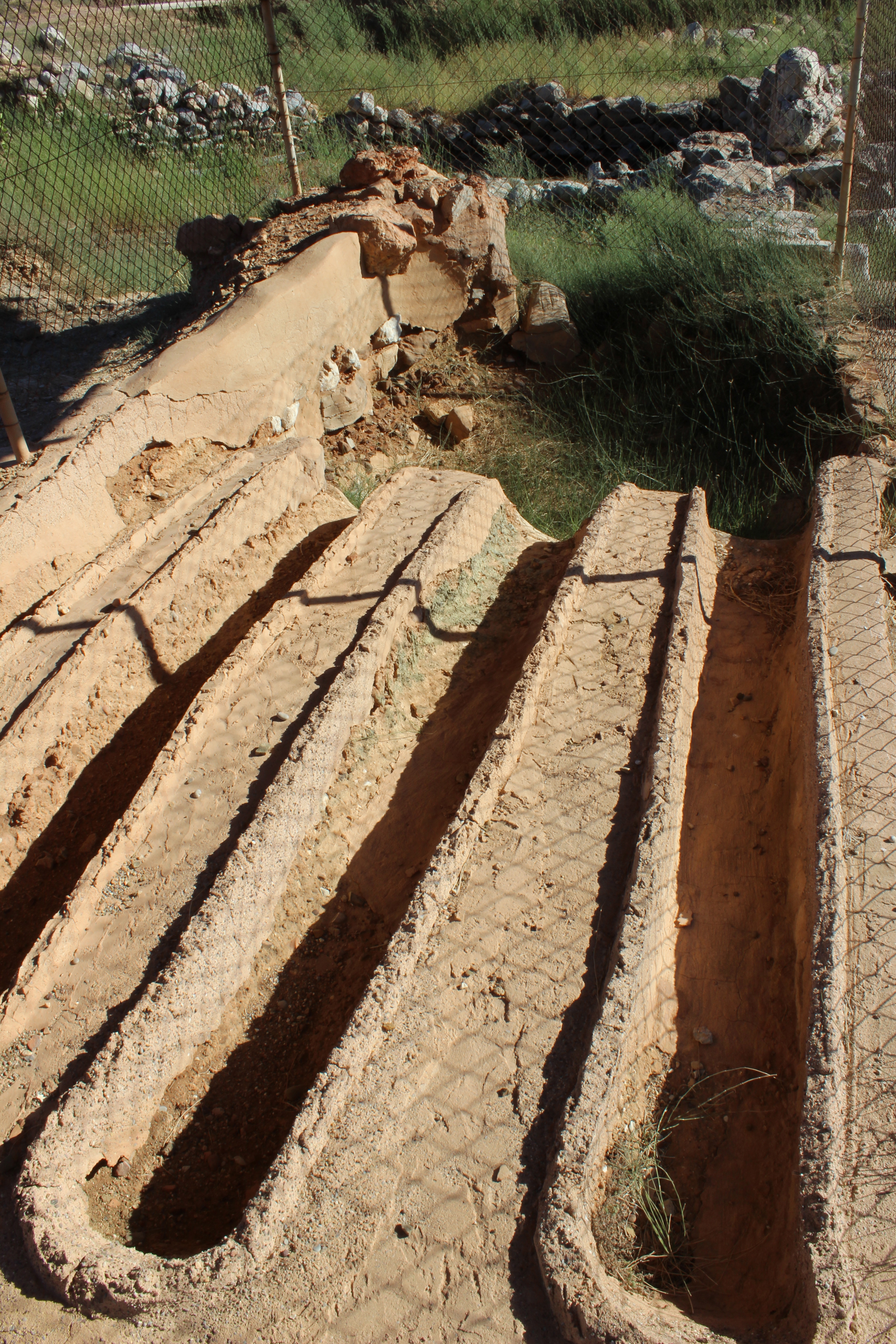
Der älteste bislang entdeckte Schmelzofen der Menschheit wird in die Bronzezeit datiert und wurde auf Kreta im Palast von Kato Zakros (minoische Kultur) ausgegraben

Die Herstellung von Bronze setzte im 3. Jahrtausend v. Chr. ein. Die Wurzeln der Bronzezeit liegen in der vorausgehenden Kupfersteinzeit, bzw. in den Regionen, in denen diese nicht als eigener Zeitabschnitt definiert wird, in der Jungsteinzeit, in der die Menschen in ihren jüngeren Zeitabschnitten teilweise bereits mit Metallverarbeitung vertraut waren. Sie beschränkten sich aber auf gediegene (rein vorkommende) Metalle wie Gold, Silber und Kupfer. Bronze war in Altägypten eine Legierung, die aus 80 bis 85 % Kupfer und 15 % bis 20 % Zinn bestand, wobei sie weitaus widerstandsfähiger als Kupfer ist.
Zur Bronzezeit wurde hauptsächlich in Europa und Vorderasien geforscht. Abgrenzung, Begriffsbildung zu einzelnen Kulturen, Terminologie und detaillierte Untersuchungen haben entsprechend in dieser Region auch ihren Schwerpunkt. Diesen Effekt findet man analog auch bei der steinzeitlichen Forschungsgeschichte.
Gemeinsam ist den bronzezeitlichen Kulturen, dass die Notwendigkeit, eine „Metallurgiekette“ zu organisieren, zu gravierenden Umwälzungen der Gesellschaftsstruktur führte. Der Zugang und die Beherrschung der Ressourcen (Metalle, Metallurgen, Kommunikations- und Handelswege) führten damit vermutlich auch zu einer sozialen Differenzierung mit vererbbaren Führungspositionen. Es war mit der Bronze erstmals möglich, Reichtum anzuhäufen, welcher auch leicht transportabel war. Bronzebarren wurden als Zahlungsmittel eingesetzt. Die Entstehung von stark befestigten Siedlungen und die Erfindung des Schwertes werden oftmals als Hinweis auf eine Zunahme kriegerischer beziehungsweise räuberischer Auseinandersetzungen gedeutet.
Die ungleiche Verteilung der Metallvorkommen, insbesondere des zur Herstellung benötigten sehr seltenen Zinns, führte zu einem „globalen“ Handelsnetz, welches neben den Waren auch kulturelle Ideen verbreitete. Der Fund eines spätbronzezeitlichen Handelsschiffes (Schiff von Uluburun) beweist eindrucksvoll die Mannigfaltigkeit der Waren, welche über weite Distanzen gehandelt wurden.

## Regionale Ausprägungen der Bronzezeit

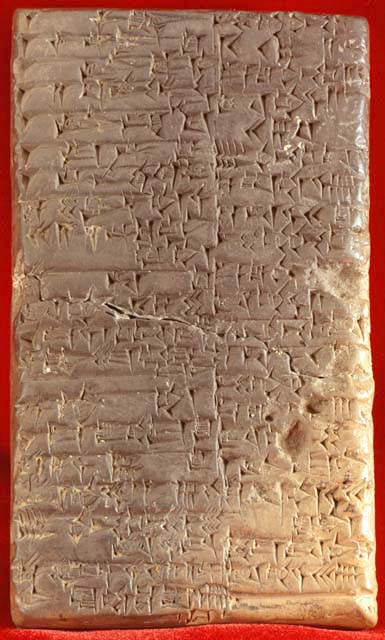
Keilschrifttafel 2041/2040 v. Chr.

Vorderasien gilt als Ausgangspunkt der europäischen Bronzetechnologie. Von dort aus wurde das neue Material und auch das notwendige Know-how exportiert. In Palästina ist die Bronzeherstellung für 3300 v. Chr. nachgewiesen, in Ägypten um 2700 v. Chr., in Mitteleuropa um 2200 v. Chr. und in Nordeuropa um 1800 v. Chr. Die Bronzezeit stellt somit einen sich raum-zeitlich ausbreitenden Entwicklungsprozess dar, aus dem sich eine Vielzahl archäologischer Kulturen und gebietsabhängige Gliederungen ergeben. Im Allgemeinen wird sie in frühe, mittlere und späte oder jüngere Bronzezeit gegliedert, deren absolute Datierungen dem geografischen Ausbreitungsprozess folgen.
Im Gegensatz zu den europäischen entwickelten ostmediterrane und vorderasiatische Bronzezeitkulturen bereits erste Schriften (vergleiche Illiteralität). Beispiele sind die Hieroglyphen in Ägypten, die Keilschrift im Vorderen Orient und die Linearschrift B der mykenischen Kultur. Die archäologischen Befunde können somit erstmals mit Schriftquellen ergänzt, korrigiert und bewertet werden. Die durch die Schriftquellen bekannten Herrscher und Dynastien lösen den Begriff „Bronzezeit“ als Werkzeug zur chronologischen Einordnung von Ereignissen daraufhin in der Wissenschaft ab.

## Südliches Europa und Naher Osten
Die Zeitangaben sind ungefähre, genaueres in den einzelnen Artikeln. Es folgte im Anschluss an die Bronzezeit die Eisenzeit.
Das Klima der Bronzezeit fiel weitgehend in die Späte Wärmezeit, die Klimastufe des Subboreals, die schon in der Jungsteinzeit begonnen hatte und bis etwa 800 v. Chr. andauerte. Es war eine Zeit des Übergangs, in der in Europa gebietsweise Eichenmischwälder, aber auch Buchen-, Buchen-Tannen- oder reine Fichtenwälder (siehe Waldgesellschaften Mitteleuropas) wuchsen.
In den Wäldern Mitteleuropas lebten in der Bronzezeit unter anderem an größeren Säugetieren Braunbären (Ursus arctos), Wölfe (Canis lupus), Rot- beziehungsweise Edelhirsche (Cervus elaphus), Auerochsen (Bos primigenius) und Wildschweine (Sus scrofa). Funde von Löwenknochen, in einem Fall sogar mit menschlichen Schnittspuren, Darstellungen der mykenischen Kultur sowie die Sage von Herakles und dem Nemeischen Löwen zeigen, dass im bronzezeitlichen Griechenland noch wildlebende Löwen (Panthera leo) gejagt und sogar verzehrt wurden.
Als eines der wichtigsten Ereignisse der mittleren Bronzezeit – insbesondere für Europa und den Nahen Osten –  gilt die Minoische Eruption mit ihren Folgen. Sie wird unterschiedlich datiert: Einige neuere 14C-Datierungen sprechen aufgrund der 2006 gelungenen Radiokohlenstoffdatierung des Astes eines vom Vulkanauswurf begrabenen Olivenbaums, der im November 2002 in der Bimsschicht der Insel Thera gefunden wurde, für die Jahre 1620 bis 1600 v. Chr. (1613 v. Chr. ± 13 Jahre).
Die Gesamtmenge an Magma, die bei dem Ausbruch freigesetzt wurde, betrug etwa 30 Milliarden Kubikmeter. Freigesetzt wurde vor allem ein sehr gasreiches rhyodazitisches Magma, das sich beim Austritt so stark ausdehnte, dass fast die gesamte Menge davon als Bims und Asche mit dem dreifachen Volumen ausgeworfen wurde. Ein großer Teil der feinen Asche wurde dabei in einer gigantischen Eruptionswolke bis zu etwa 36 Kilometer in die Stratosphäre befördert. Vermutlich führte der Ausbruch durch sein Eindringen in die Stratosphäre dort durch feinste Aschepartikel und Gase zu globalen Klimaschwankungen. Asche und Bimsstein des Minoischen Ausbruchs finden sich noch im gesamten östlichen Mittelmeerraum in unterschiedlichen Ablagerungsschichtdicken.

### Palästina

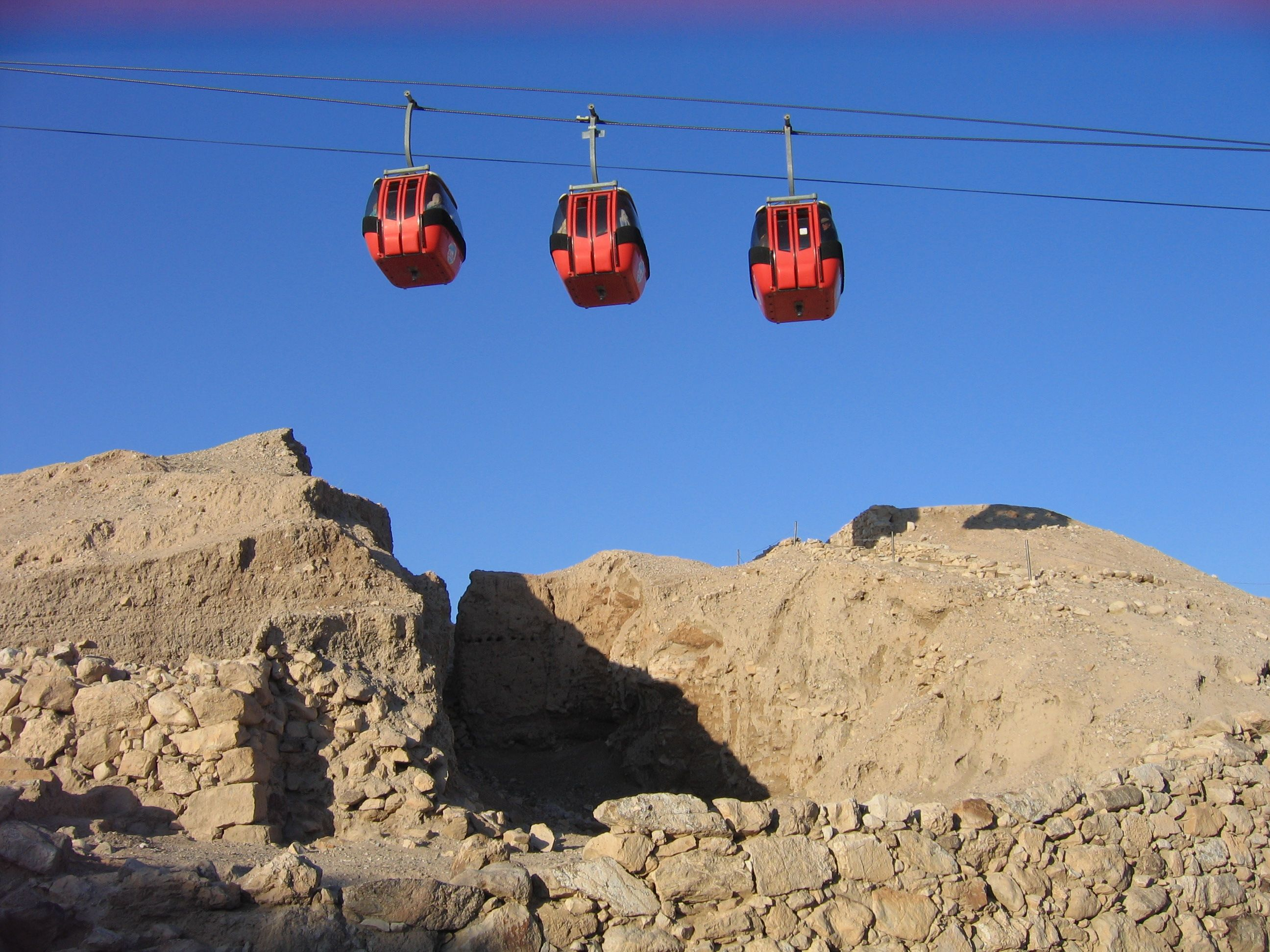
Über den bronzezeitlichen Mauern von Jericho schwebt heute eine Seilbahn hinauf zum neutestamentlich benannten Berg der Versuchung

Die Bronzezeit Palästinas begann etwa 3300 v. Chr. Ihr ging die Kupferzeit mit einem hohen technischen Standard der Metallbearbeitung voraus (siehe Nachal Mischmar). Die Bronzezeit Palästinas ist durch die Entstehung von Stadtstaaten gekennzeichnet. Palästina liegt zwischen den damaligen Hochkulturen von Ägypten, Syrien und Mesopotamien und wurde als Durchgangsland von diesen stark beeinflusst.
Übersicht, einschließlich vorausgehender Perioden, im historischen Israel, Palästina und der Levante nach Herrmann (1973):
| Prähistorische Perioden: | Dauer                 |
| ------------------------ | --------------------- |
| Paläolithikum            | bis 9000 v. Chr.      |
| Mesolithikum             | 9000 bis 7000 v. Chr. |
| Neolithikum              | 7000 bis 3600 v. Chr. |
| Chalkolithikum           | 3600 bis 1300 v. Chr. |
| Historische Perioden:    | Dauer                 |
| Frühe Bronzezeit         | 3100 bis 2000 v. Chr. |
| Mittlere Bronzezeit      | 2000 bis 1550 v. Chr. |
| Späte Bronzezeit         | 1550 bis 1200 v. Chr. |
| Eisenzeit I–III          | 1200 bis 300 v. Chr.  |
| Eisen I                  | 1200 bis 900 v. Chr.  |
| Eisen II                 | 900 bis 600 v. Chr.   |
| Eisen III                | 600 bis 300 v. Chr.   |

#### Frühbronzezeit
Mit der Frühbronzezeit (etwa 3300–2000 v. Chr.) wurden viele Dörfer verlassen, und neue Siedlungen entstanden, die durchaus schon städtischen Charakter hatten. Viele von ihnen waren stark befestigt, was auf kriegerische Zeiten hindeutet. Die Töpferei erreichte bereits einen hohen technischen Stand. Die Keramik war teilweise bemalt. Nur wenige Metallobjekte sind aus dieser Periode erhalten, doch zeigen sie gute Legierungskenntnisse, obwohl dem Kupfer noch kein Zinn beigegeben und somit noch keine echte Bronze produziert wurde. Die Toten wurden in direkt in den Fels gehauenen Massengrabanlagen bestattet. Das Land war wohl in Stadtstaaten organisiert. Es fanden sich zahlreiche Belege für weitreichenden Handel, obwohl dieser mit dem Nachbarn Ägypten schon früh nachließ, da die Ägypter Palästina auf dem Seeweg umgingen, um nach Byblos und Syrien zu gelangen. Von 2400 bis 2000 v. Chr. finden sich kaum archäologische Reste aus Palästina.

#### Mittlere Bronzezeit

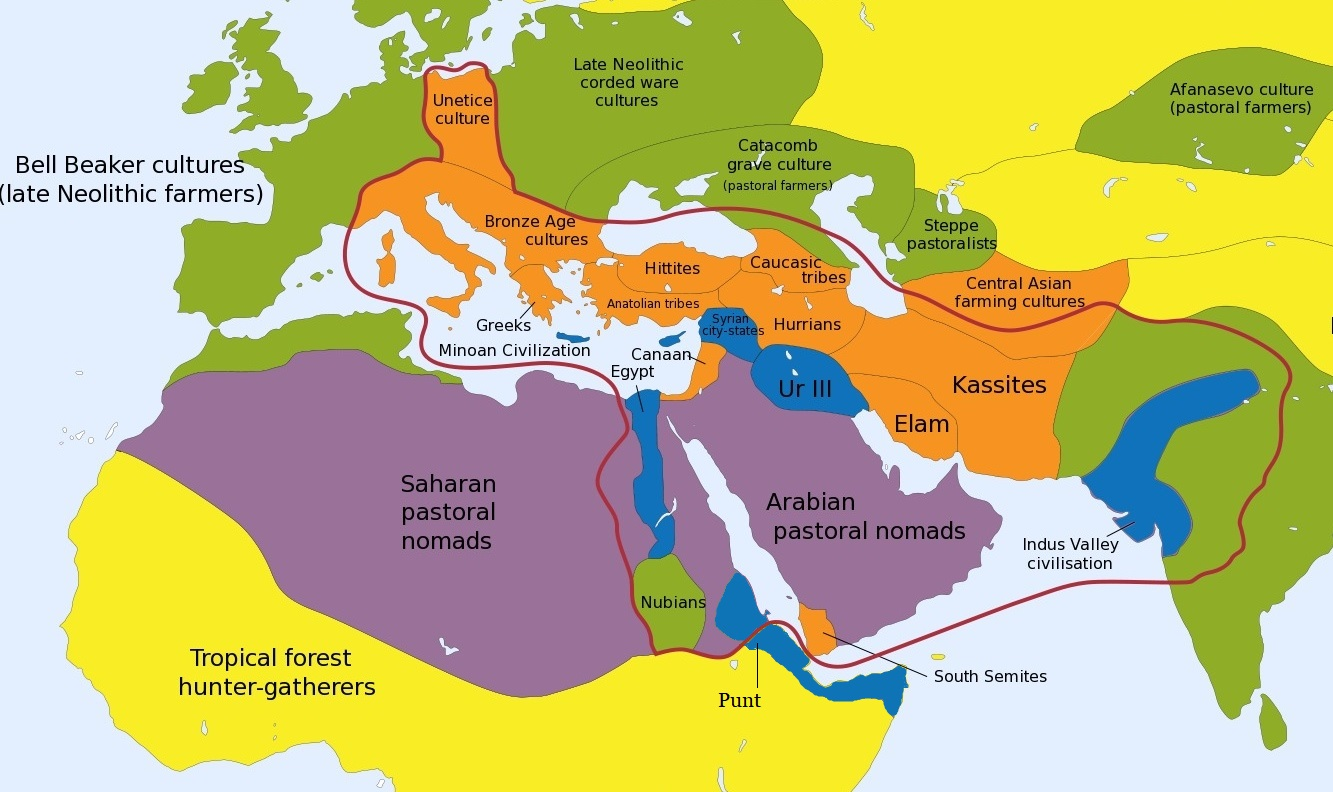
Ungefähre territoriale Ausdehnungen der Kulturen und Machtbereiche europäischer, nordafrikanischer sowie west- und zentralasiatischer Bronzezeitkulturen um 2000 v. Chr. (frühe bis mittlere Bronzezeit).
die ersten Staatsorganisationen
komplexe landwirtschaftliche Gemeinschaften
einfache Bäuerliche Gemeinschaften
nomadische Viehzüchter
Jäger-Sammler-Gruppen
Die burgunderrote Linie zeigt den Herstellungsbereich bronzener Objekte an(Benennungen in englischer Sprache: Únětice culture = Aunjetitzer Kultur)

Ab 2000 v. Chr. begann die Mittlere Bronzezeit; diese kann als die Blütezeit bezeichnet werden. Zu Beginn dieser Periode lebte die Bevölkerung nomadisch. Ab 1800 v. Chr. entstanden dann erneut zahlreiche Stadtanlagen. Der Handel mit Ägypten blühte. Aus Jericho stammen zahlreiche gut erhaltene Gräber dieser Zeit, in denen sich vor allem auch Holzobjekte wie Möbel und Schalen gefunden haben. Von anderen Orten stammt Goldschmuck. Funde von Bronzewaffen zeigen, dass nun echte Bronze produziert wurde.

#### Spätbronzezeit
Ab 1550 v. Chr. wurde Palästina von Ägypten erobert, was den Beginn der Spätbronzezeit in Palästina bedeutet. Die Stadtstaaten bestanden weiter, und mit dem Aufkommen der Schrift trat die Region nun voll ins Licht der Geschichte.

### Mesopotamien und Iran
In Mesopotamien bildete sich bereits seit etwa 3500 v. Chr. eine urbane Gesellschaft mit zentraler Verwaltung, Schrift, handwerklicher Spezialisierung und sozialer Ungleichheit heraus, die allgemein als Uruk-Kultur bekannt ist. Diese chalkolithische Kultur existierte vor der Verbreitung von Bronze.
Um 3000 v. Chr. wurde das bereits in der Uruk-Zeit etablierte Handelsnetz erstmals für die Verteilung von Bronze genutzt. Bis zum Ende der Frühdynastischen Zeit handelt es sich hierbei ausschließlich um Arsenkupferlegierungen. Ab der Akkadzeit (ab 2340 v. Chr.) nimmt der Handel mit Zinnbronze immer weiter zu, bis er schließlich gegen 2000 v. Chr. die Arsenbronze vollkommen ersetzt.
Die Änderung der Legierung sorgte auch für eine Änderung der Handelsbeziehungen und damit auch der politischen und ökonomischen Konstellation des gesamten südwestasiatischen Raums. Kupfer konnte aus Anatolien und dem iranischen Hochland importiert werden. Archäologisch und historisch belegte Zinnbergwerke gibt es jedoch nur in Afghanistan. Da sich aber im in der Mitte liegenden Iranischen Plateau bis etwa 2000 v. Chr. keine Zinnbronze findet, liegt die Vermutung nahe, dass der Zinnhandel über den Persischen Golf nach Mesopotamien kam.
Im gesamten Vorderen Orient wurde Bronze dann spätestens um 1000 v. Chr. durch Eisen als besser geeignetes Material endgültig ersetzt.
In Iran erfolgten das Ende der Bronzezeit und der Beginn der Eisenzeit in verschiedenen Regionen nicht gleichzeitig. Gemäß der sich mit der Archäologie Vorderasiens beschäftigenden Archäologin Erika Bleibtreu beginnt die erste Epoche der Eisenzeit 1500/1400–1100 v. Chr. bzw. 1300–1000/900 v. Chr.

### Ägypten

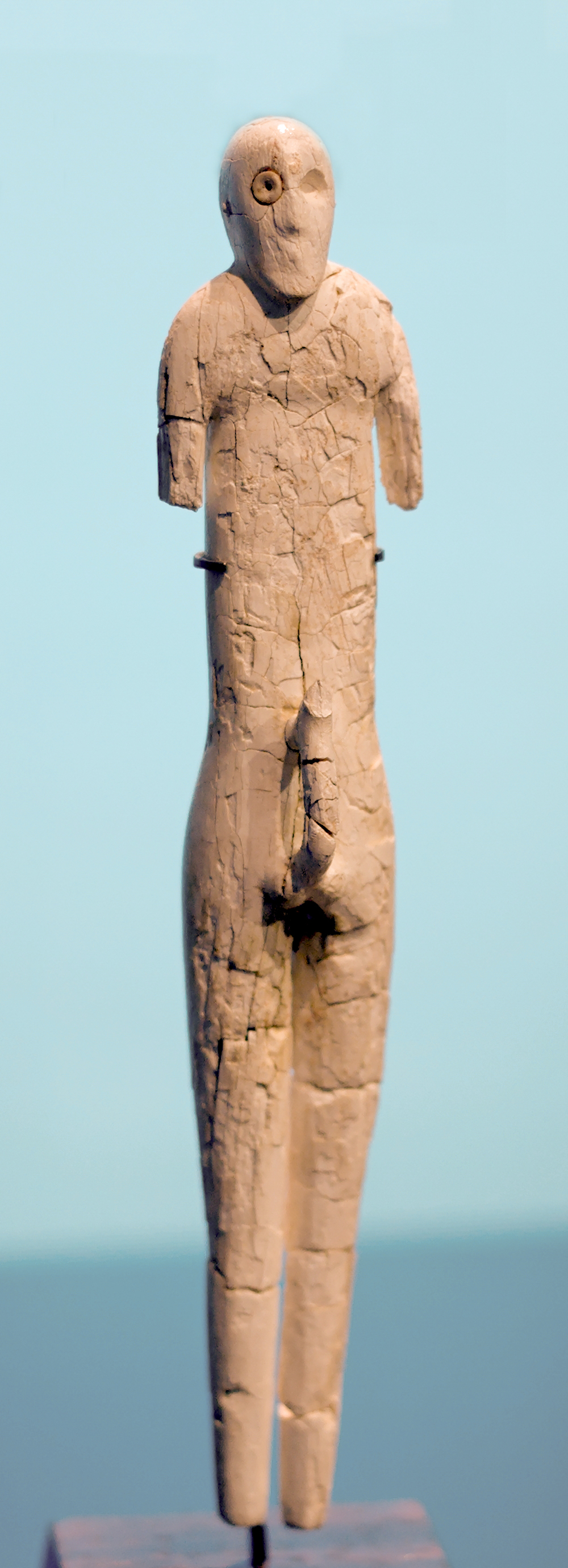
Ithyphallische Skulptur der Naqada-Kultur, Elfenbein, Amratien, 4. Jahrtausend v. Chr., Größe: 24 cm, Louvre

Der Begriff Bronzezeit wird, bedingt durch die zahlreichen schriftlichen Quellen und die dadurch bevorzugte Ordnung der Geschichte nach historischen Epochen und Dynastien, selten zur Einteilung der ägyptischen Geschichte verwendet. Kupfer ist schon ab etwa 4000 v. Chr. in der Badari-Kultur belegt, wobei diesem von Anfang an immer ein gewisser Anteil von Arsen (Fahlerz) beigemischt war. Das folgende Jahrtausend wurde in Oberägypten von der Naqada-Kultur und in Unterägypten von der Maadi-Kultur dominiert. Beide Kulturen gehören der Kupfersteinzeit an. Die Bronzezeit begann kurz nach dem Beginn der Entstehung des ägyptischen Staates, kurz vor 2700 v. Chr. Die erste echte Bronze (Kupfer und 7–9 % Zinn) fand sich in Gefäßen aus dem Grab des Königs Chasechemui.
Bader (2015) stellt die Frühzeit und das Alte Reich (etwa 3000–2200 v. Chr.) korrespondierend der Frühen Bronzezeit in den vorderasiatischen Kulturen gegenüber, das Mittlere Reich (etwa 2000–1650 v. Chr.) und die Zweite Zwischenzeit (etwa 1648–1550 v. Chr.) als Mittlere Bronzezeit und das Neue Reich (etwa 1550–1070 v. Chr.) als Späte Bronzezeit bezeichnend, bzw. führt weitere Differenzierungen auf. Erst im Mittleren Reich kam dabei Bronze wirklich häufiger vor, während vorher Kupfer oder andere Kupferlegierungen als Bronze dominierten. Aufgrund der Rohstoffknappheit Ägyptens war fast alle Bronze importiert. Steinwerkzeuge finden während der gesamten Epoche auch weiterhin Verwendung.

### Südarabien
Die Vorgeschichte Südarabiens ist bisher erst wenig erforscht. Bis um 3200 v. Chr. scheint hier noch eine nomadische Lebensweise vorgeherrscht zu haben. Danach tauchen feste Siedlungen, Keramik und der Ackerbau auf. Es lassen sich verschiedene lokale Kulturen unterscheiden, deren Bewohner in Siedlungen, die teilweise mehrere Hektar groß waren, lebten. Der Zeitpunkt der Einführung von Bronze ist umstritten, Kupfer und Kupferlegierungen sind jedoch ab etwa 2500 v. Chr. mit Sicherheit bezeugt. Es wird vermutet, dass die Metalltechnologie von Palästina eingeführt wurde. Die Eisenzeit begann hier im ersten vorchristlichen Jahrtausend ungefähr mit dem Aufkommen einer Hochkultur.

### Zypern

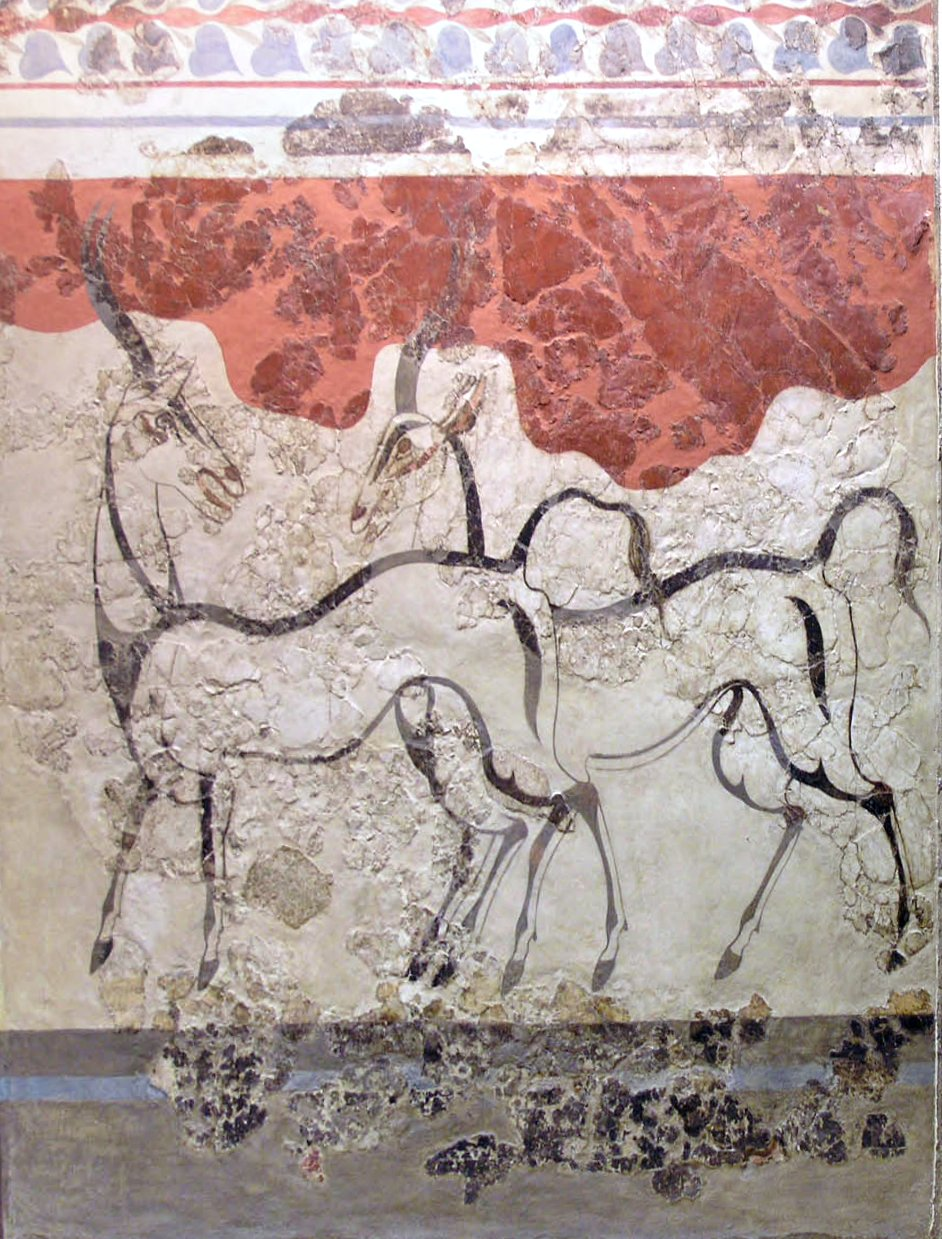
Spätkykladisches Fresko von Antilopen aus Akrotiri

Die Bronzezeit auf Zypern, welche aus einer Periode der Kupferzeit (etwa ab 3900 v. Chr.) entstand, begann etwa 2600 v. Chr. Zypern ist reich an Kupfervorkommen und hatte eine besondere Bedeutung im internationalen Handel. Ob das Wort „Kupfer“ nach der Insel mit ihren reichen Vorkommen benannt wurde oder umgekehrt, ist unklar. Der Beginn der Frühen Bronzezeit scheint auf der Insel bedeutende politische Veränderungen gebracht zu haben. Fundorte liegen vor allem im Norden der Insel, und es gab vielleicht Einwanderungen aus Anatolien. Es fanden sich nur wenige Siedlungsfunde. Diese Periode ist vor allem aus den Gräbern bekannt.
Mit dem Beginn der Mittleren Bronzezeit (etwa 1900–1650 v. Chr.) lassen sich zahlreiche Kontakte zu anderen Mittelmeerkulturen belegen. Zypern oder eine wichtige Region der Insel wird in akkadischen Keilschrifttexten Alašija genannt. Das Ende der Periode war kriegerisch geprägt. Waffenfunde sind häufig, und Siedlungen wurden stark befestigt. Dies scheint mit politischen Unruhen in Syrien und Kleinasien einherzugehen. Der Handel mit Ägypten und Palästina nahm stark zu. Zypern war nun Exporteur von Kupfer und von kleinen Flaschen, die einst eventuell Luxussalben enthielten. Mit der zyprischen Späten Bronzezeit (etwa 1650–1050 v. Chr.) entstanden Städte und ein erstes Schriftsystem. Zypern trat damit in die Geschichte ein.

### Griechische Frühzeit
Im dritten Jahrtausend v. Chr. entwickelten sich mehrere Siedlungen auf Kreta zu zentralen Orten des Handwerks und Handels. Mit der minoischen Kultur entstand die erste Hochkultur Europas. Eine wirtschaftlich dominierende Oberschicht entstand, die im Laufe der Jahre womöglich monarchische Herrschaftsformen annahm. Ab ca. 2000 v. Chr. entstanden große Palastkomplexe, z. B. in Knossos, Phaistos und Malia. Die Minoische Kultur strahlte ab dieser Zeit zumindest kulturell zunehmend auf die Ägäisinseln, Teile des griechischen Festlands und Westkleinasiens aus. Auf dem griechischen Festland wird die Bronzezeit als helladische Periode, auf der Inselgruppe der Kykladen in der südlichen Ägäis als Kykladenkultur bezeichnet und setzt jeweils um 3000 v. Chr. mit dem Frühhelladikum bzw. dem Frühkykladikum ein. Bereits zu Beginn des Späthelladikums (ca. 1600 v. Chr.), teils noch am Ende des Mittelhelladikums, entstanden reich ausgestattete Schachtgräber vor allem in Mykene (siehe auch Gräberrund B). Diese markieren den Beginn der zunächst auch stark minoisch beeinflussten mykenischen Kultur. Diese breitete sich während des frühen Späthelladikums bald auf das gesamte Süd- und größere Teile Zentralgriechenlands aus. Wesentliche Elemente der minoischen Palastkultur wurden auf dem griechischen Mutterland übernommen, als es in vielen Regionen ab ca. 1400 v. Chr. zur Bildung größerer Machtzentren kam, insbesondere zu Palästen in Mykene, Pylos oder Theben (siehe auch Mykenische Palastzeit).
Im westlichen Teil Vorderasiens werden der Frühbronzezeit unter anderem die Phasen Troja I und II zugeordnet, etwa 3000–2200 v. Chr.
| Kreta                   | Zypern   | Griechisches Festland  | Ägypten                                                                          | ungefährer Zeitrahmen                                    | entspricht ungefähr der archäologischen Periode |
| ----------------------- | -------- | ---------------------- | -------------------------------------------------------------------------------- | -------------------------------------------------------- | ----------------------------------------------- |
| MM I B, Altpalastzeit   | MC I B   | MH I                   | Amenemhet II. bis Nofrusobek (12. Dynastie)                                      | Mittleres Reich ca. 2137–1781 v. Chr.                    | Mittlere Bronzezeit                             |
| MM II, Altpalastzeit    | MC II    | MH II                  | Wegaf / Sobekhotep I. bis Jaib (13. Dynastie)                                    | Zweite Zwischenzeit ca. 1648–1550 v. Chr.                | Mittlere Bronzezeit                             |
| MM III A, Altpalastzeit | MC III A | MH II                  | Aja I. bis Hori (13. Dynastie)                                                   | 1669 bis um 1656 v. Chr. bzw. 1647 v. Chr.               | Mittlere Bronzezeit                             |
| MM III B, Neupalastzeit | MC III B | MH III (Schachtgräber) | Zweite Zwischenzeit                                                              | 1648 bis 1550 v. Chr.                                    | Übergang Mittlere zur Späten Bronzezeit         |
| SM I A, Neupalastzeit   | LC I A   | SH I                   | Ahmose I. bis Thutmosis II. (18. Dynastie)                                       | Neues Reich ca. 1550–1070 v. Chr.                        | Späte Bronzezeit                                |
| SM I B, Neupalastzeit   | LC I B   | SH II A                | Hatschepsut, Thutmosis III. (18. Dynastie)                                       | 1479 bis 1458 v. Chr. bzw. 1479 v. Chr. bis 1425 v. Chr. | Späte Bronzezeit                                |
| SM II                   | LC II    | SH II B                | Amenophis II., Thutmosis IV. (18. Dynastie)                                      | 1428 bis 1397 v. Chr. bzw. 1397 bis 1388 v. Chr.         | Späte Bronzezeit                                |
| SM III A1               | LC III   | SH III A1              | Amenophis III. (18. Dynastie)                                                    | 1388 bis um 1351 v. Chr.                                 | Späte Bronzezeit                                |
| SM III A2               | LC III   | SH III A2              | Echnaton bis Tutanchamun / Eje II. (18. Dynastie) (Amarnazeit 1343–1331 v. Chr.) | ca. 1351–1334 v. Chr. bzw. 1332 bis 1323 v. Chr.         | Späte Bronzezeit                                |

## Nördliches Europa

### Mittel- und Nordeuropäische Bronzezeit

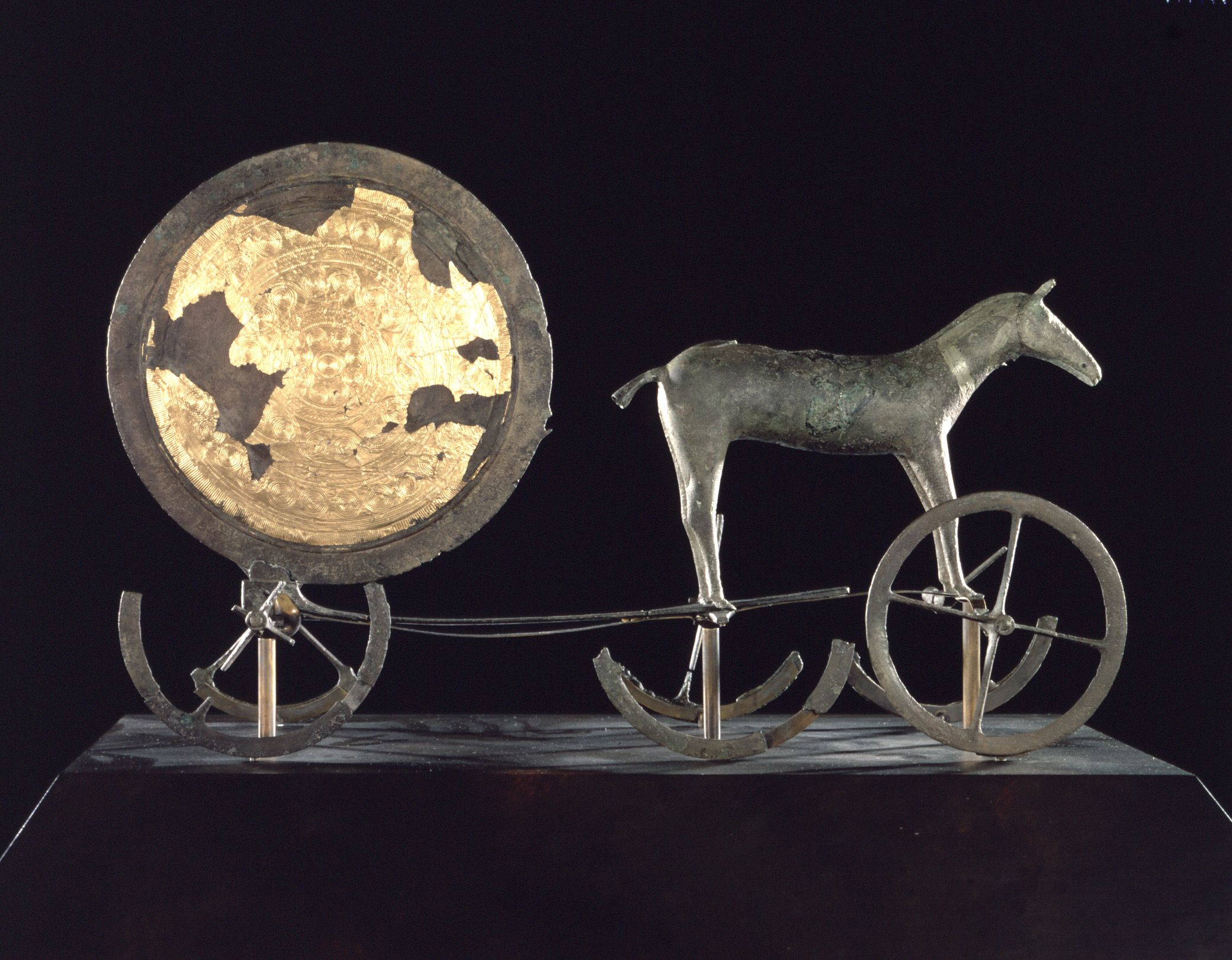
Der von einem Pferd gezogene Sonnenwagen von Trundholm stellt einen wichtigen Teil der Mythologie der Nordischen Bronzezeit dar.

Erst spät erreichte die Bronzezeit geografisch die Mitte (etwa 2200 v. Chr.) und den Norden Europas. Für die mitteleuropäische Bronzezeit sind Handelskontakte nach Nordeuropa (Bernstein) und in den Ägäisraum nachgewiesen. Als Zeugnis für die regen Handelskontakte gelten unter anderem die Felszeichnungen von Carschenna, eines Wegheiligtums an einem Saumpfad über die Alpen. Die Bronzezeit wird anhand der unterschiedlichen Bestattungsformen vorwiegend als Hügelgräberbronzezeit und Urnenfelderzeit bezeichnet. Der bedeutendste Fund der Frühen Bronzezeit in Europa ist die Himmelsscheibe von Nebra. Als besondere Kunstobjekte dieser Epoche gelten die Goldhüte.
Die als Nordische Bronzezeit (etwa 1800 v. Chr.) bezeichnete Bronzezeit Nordeuropas und Skandinaviens setzte entsprechend der Ausbreitung der Bronzezeit erst verzögert ein. Kupfer und Zinn mussten mangels eigener Lagerstätten importiert werden. Bernstein diente als begehrtes Exportgut und wurde so zum „Gold des Nordens“. Die Metallgegenstände des Nordischen Kreises gehören zu den schönsten erhaltenen Produkten der Bronzezeit. Als Schmuck war die Bronze (Holsteiner Gürtel bis zur Zeitenwende) noch länger verbreitet.

### Osteuropäisch-westasiatische bronzezeitliche Kulturen
- Andronowo-Kultur (vor allem östlich Uralfluss und Kaspischem Meer) und Kammergrabkultur (Ural)
- Nordpontische Kultur (Schwarzes Meer)
- Srubna-Kultur (Südosteuropa, Westasien)
- Turbino-Gruppe (Ural, Ostrussland, Sibirien)

### Weitere europäische bronzezeitliche Kulturen
- Adlerberg-Kultur
- Aunjetitzer Kultur
- Bonnanaro-Kultur (Sardinien)
- Capo-Graziano-Kultur (Liparische Inseln)
- Castelluccio-Kultur (Sizilien)
- El-Argar-Kultur (Spanien)
- Hügelgräberkultur
- Nuraghenkultur (Sardinien)
- Lausitzer Kultur
- Seddiner Kultur
- Singener Kultur
- Straubinger Kultur
- Talayot-Kultur (Balearen)
- Terramare-Kultur (Norditalien)
- Torre-Kultur (Korsika)
- Vorlausitzer Kultur
- Wessex-Kultur

## Zentralasien
Etwa zwischen 2200 und 1700 v. Chr. findet sich im heutigen Turkmenistan und Afghanistan die Oxus- oder Oasenkultur in der Wüste Karakum. Das durch seinen Entdecker auch BMAC (Bactria-Margiana Archaeological Complex) nach den antiken Namen genannte Gebiet hatte bereits ein hohes Niveau der Töpferkunst und Metallbearbeitung vorzuweisen. Monumentale Gebäude wurden errichtet, Felder bewässert. Früher noch als in China (ab etwa 2300 v. Chr.) scheint eine Schrift entwickelt worden zu sein. Der Grund für den Untergang der Oxus-Kultur ist noch nicht geklärt.

## Süd- und Ostasien

### Indien
In Indien entstand die Indus-Kultur oder Indus-Zivilisation, teilweise auch nach Harappa, einem der Hauptausgrabungsplätze am Ravi (Punjab, Pakistan), Harappa oder Harappa-Kultur genannt. Sie war eine antike Zivilisation, die sich etwa in den Jahren 2800 v. Chr. bis 1800 v. Chr. entlang des Indus im Nordwesten des indischen Subkontinents entwickelte.

### China
In China folgte auf die frühbronzezeitliche Xia-Dynastie (etwa 2200 v. Chr.–1800 v. Chr.) die Shang-Dynastie (etwa 1570–1066 v. Chr., auch Yin genannt). Aus dieser Zeit stammen auch die ersten Funde von Schriftzeugnissen in China. Bronze wurde zu dieser Zeit bereits verarbeitet. Hier wurden vor allem Kultgefäße, Figuren, Kopffiguren, Waffen und Rüstungsteile aus Bronze hergestellt, während zur Werkzeugherstellung Holz und Stein, aber keine Bronze genutzt wurde.
Die Einteilung der Bronzezeit
- Xia-Dynastie (ca. 2070–1600 v. Chr.): Die Xia-Dynastie wird traditionell als die erste Dynastie in der chinesischen Geschichte (Chinesisches Altertum) angesehen, auch wenn archäologische Beweise für diese Dynastie erst später gefunden wurden. Ihre Existenz wird von vielen Historikern immer noch in Frage gestellt, da die Quellen oft legendär sind. Wenn sie jedoch existierte, war die Xia-Dynastie wahrscheinlich die erste Bronzezeitkultur, die mit der Herstellung von Bronzegegenständen und einer frühen Staatsorganisation in Verbindung gebracht wird. Kultur: In dieser Zeit begannen die Menschen, Bronzegegenstände wie Waffen, Werkzeug und ritualisierte Gefäße herzustellen. Hauptsitz: Der Hauptsitz des Xia-Reiches soll sich in der Region des Gelben Flusses (Huang He) befunden haben.
- Shang-Dynastie (ca. 1600–1046 v. Chr.): Die Shang-Dynastie ist eine der ersten gut dokumentierten Dynastien in der chinesischen Geschichte. Sie hinterließ viele archäologische Spuren, insbesondere die Verwendung von Bronze. In der Shang-Dynastie war der Hirseanbau von zentraler Bedeutung, sie war ein Hauptbestandteil der Ernährung der Bevölkerung, vor allem in den ländlichen Gebieten. Aber auch Reis und andere Getreidearten wurden angebaut. Kultur: Die Shang-Dynastie war bekannt für ihre entwickelte Verarbeitung von Bronze, insbesondere für die Herstellung von Ritualgefäßen (z. B. Ding, eine Art rituelles Kochgefäß), Waffen und auch für bronzene Tierdarstellungen. Es gab auch eine starke religiöse Bedeutung von Ahnenverehrung und Orakelkräutern. Hauptsitz: Die Hauptstadt der Shang-Dynastie befand sich in Anyang (heutige Provinz Henan), einem der berühmtesten archäologischen Fundorte der chinesischen Bronzezeit, wo Orakelknochen und -schriften entdeckt wurden.[27]

Karte über den politisch-territorialen Einfluss der späten Shang-Dynastie mit markierten Anyang und Guandimiao.

- Zhou-Dynastie (ca. 1046–256 v. Chr.): Die Zhou-Dynastie löste die Shang-Dynastie ab und ist bekannt für die Entwicklung des Feudalismus und eine neue Form des politischen Systems. Kultur: In der frühen Zhou-Zeit (Westliche Zhou) wurde Bronze weiterhin für religiöse und zeremonielle Objekte sowie für Waffen verwendet. Mit der Zeit, besonders während der östlichen Zhou-Dynastie, begannen Eisen und andere Materialien, Bronze zu ersetzen. In dieser Zeit entstanden auch bedeutende philosophische und kulturelle Bewegungen, wie der Konfuzianismus und der Daoismus. Der Ursprung der Zhou-Dynastie lag im westlichen China, und die erste Hauptstadt war Xi’an (damals als Zhouyuan bekannt).[29]

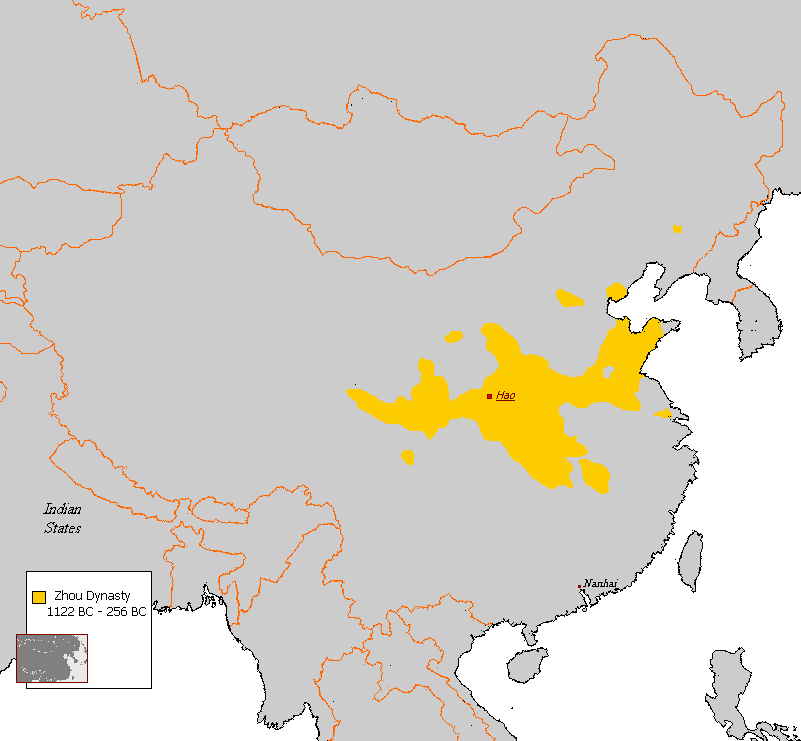
Ungefähre territoriale Ausdehnung der Zhou-Dynastie 1122 v. Chr. – 256 v. Chr.

## Afrika südlich der Sahara
In Westafrika findet sich keine Bronzezeit, hier scheint ein direkter Übergang von der Jungsteinzeit zur Eisenzeit stattgefunden zu haben. So fanden sich in denselben Schichten Äxte aus geschliffenem Stein neben solchen aus Eisen. Dabei kam die neue Technologie wohl einerseits über Transsahararouten aus dem Maghreb, zum anderen aus Ägypten über Nubien.

## Amerika

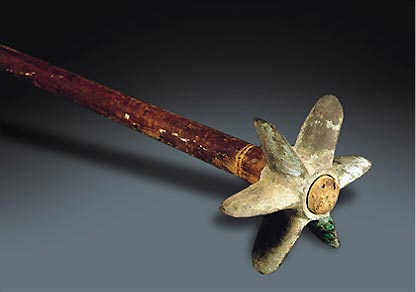
Inka-Bronzekeule

Die in Europa und den angrenzenden Gebieten übliche Einteilung der Vorgeschichte nach dem hauptsächlich verwendeten Material ist für den amerikanischen Kontinent nicht üblich. Trotzdem kann man einige präkolumbische Kulturen einer Art „Bronzezeit“ zuordnen. So konnte für die Chimú-Kultur (um 1270 bis 1470 n. Chr.) die Bronzeherstellung durch Funde nachgewiesen werden, bevor sie im Inka-Reich aufgingen. Ihre Vorläuferkultur, die Moche oder Mochica (1.–7. Jahrhundert), verarbeitete Kupfer und eine Gold-Kupferlegierung namens Tumbaga. Die Mississippi-Kultur (etwa 900–1600) kann einem frühen Chalkolithikum zugeordnet werden.
Bekannte amerikanische Kulturen wie die Maya, Tolteken und Azteken erreichten nie einen größeren Grad der Verbreitung metallener Nutzgegenstände mit Ausnahme von Kultgeräten, die allerdings meist aus mehr oder weniger reinen Edelmetallen hergestellt wurden. Werkzeuge waren dagegen überwiegend aus organischem Material und/oder Stein gefertigt.

## Ozeanien
In Australien und Ozeanien entwickelte sich bis zur Kolonisation durch die Europäer keine metallverarbeitende Kultur.